# Mithe Pur
Mithe Pur là một thị trấn thống kê (census town) của quận South thuộc bang Delhi, Ấn Độ.

## Nhân khẩu
Theo điều tra dân số năm 2001 của Ấn Độ, Mithe Pur có dân số 41.243 người. Phái nam chiếm 56% tổng số dân và phái nữ chiếm 44%. Mithe Pur có tỷ lệ 67% biết đọc biết viết, cao hơn tỷ lệ trung bình toàn quốc là 59,5%: tỷ lệ cho phái nam là 75%, và tỷ lệ cho phái nữ là 56%. Tại Mithe Pur, 19% dân số nhỏ hơn 6 tuổi.